# Esplanade Riel
L'esplanade Riel est une passerelle qui enjambe la rivière Rouge dans la ville de Winnipeg. 

## Situation et accès
La passerelle se situe dans le centre-ville de Winnipeg, au sud de la province du Manitoba. Il relie le parc de la Paix (en anglais : Peace Park) sur la rive gauche à la promenade Taché (en anglais : Taché Promenade) et l'avenue Taché (en anglais : Taché Avenue) sur la rive droite.

## Étymologie
Ce pont-passerelle porte le nom de Louis Riel, personnage historique de l'histoire du Manitoba.

## Historique
Le pont Esplanade Riel est un pont à haubans haut de 40 mètres, qui fut construit en 2003 pour relier le quartier francophone de Saint-Boniface au quartier central de la Fourche de Winnipeg.
Ce pont fut réalisé sur les plans de l'architecte franco-manitobain, Étienne Gaboury qui en est le concepteur.

## Structure
Ce pont est uniquement une passerelle réservée aux piétons et aux cyclistes. Il double le pont Provencher réservé à la circulation automobile.
Le pont Esplanade Riel possède en son milieu, un restaurant qui s'élève au-dessus des eaux de la rivière Rouge.

## Galerie

Vue de la passerelle depuis le nord
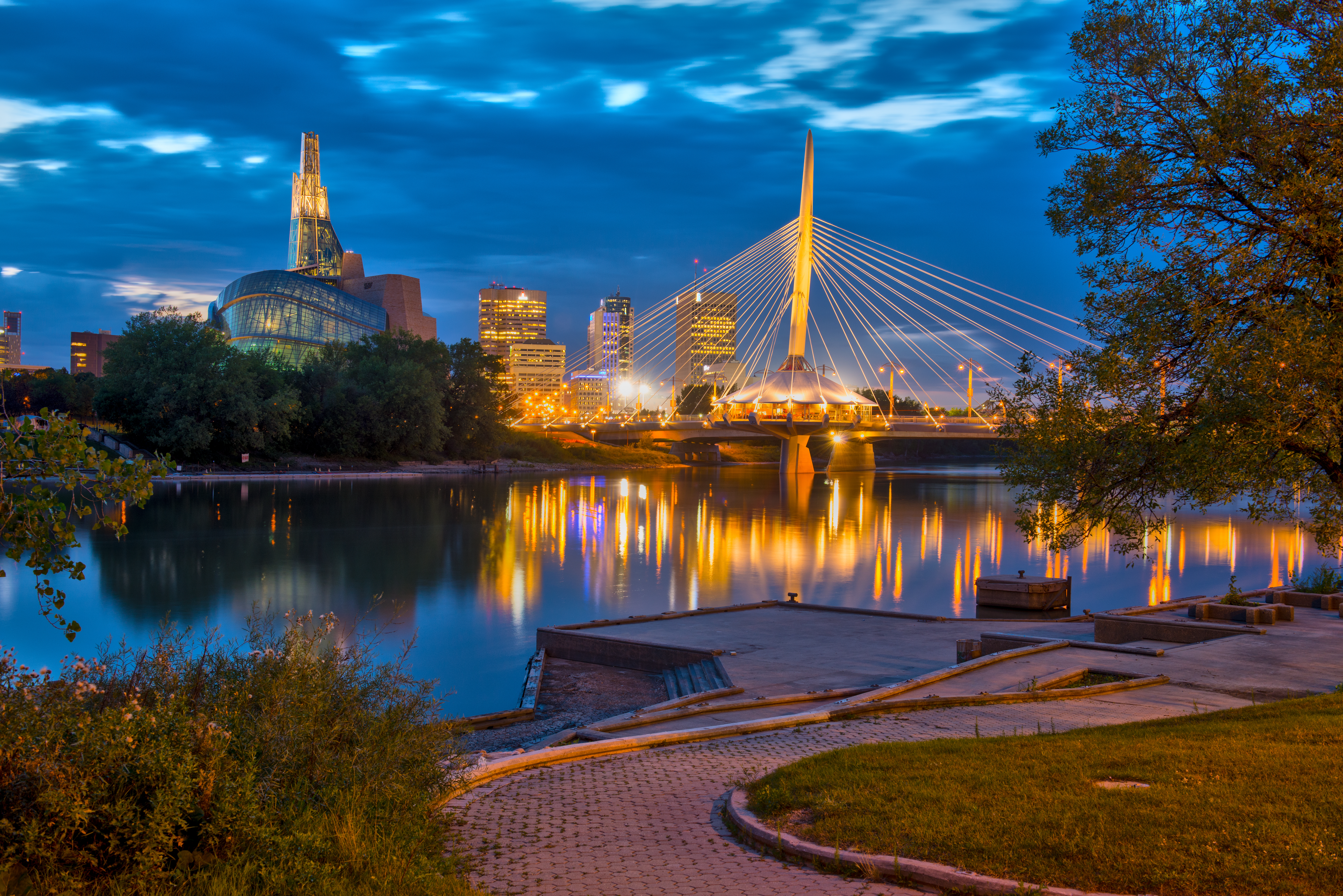
Vue sur la passerelle et le Musée canadien pour les droits de la personne, le soir
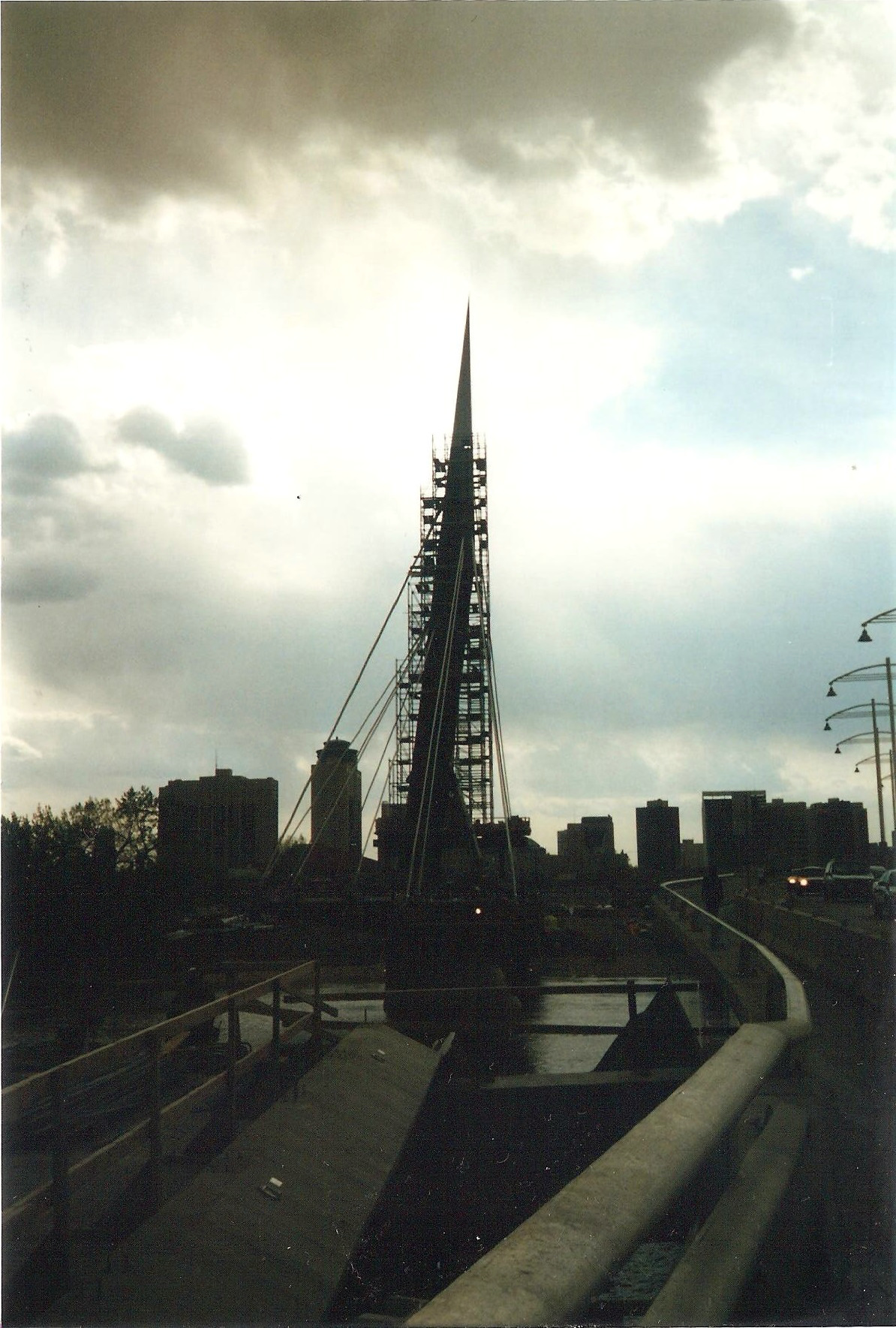
La passerelle, lors de sa construction en 2003
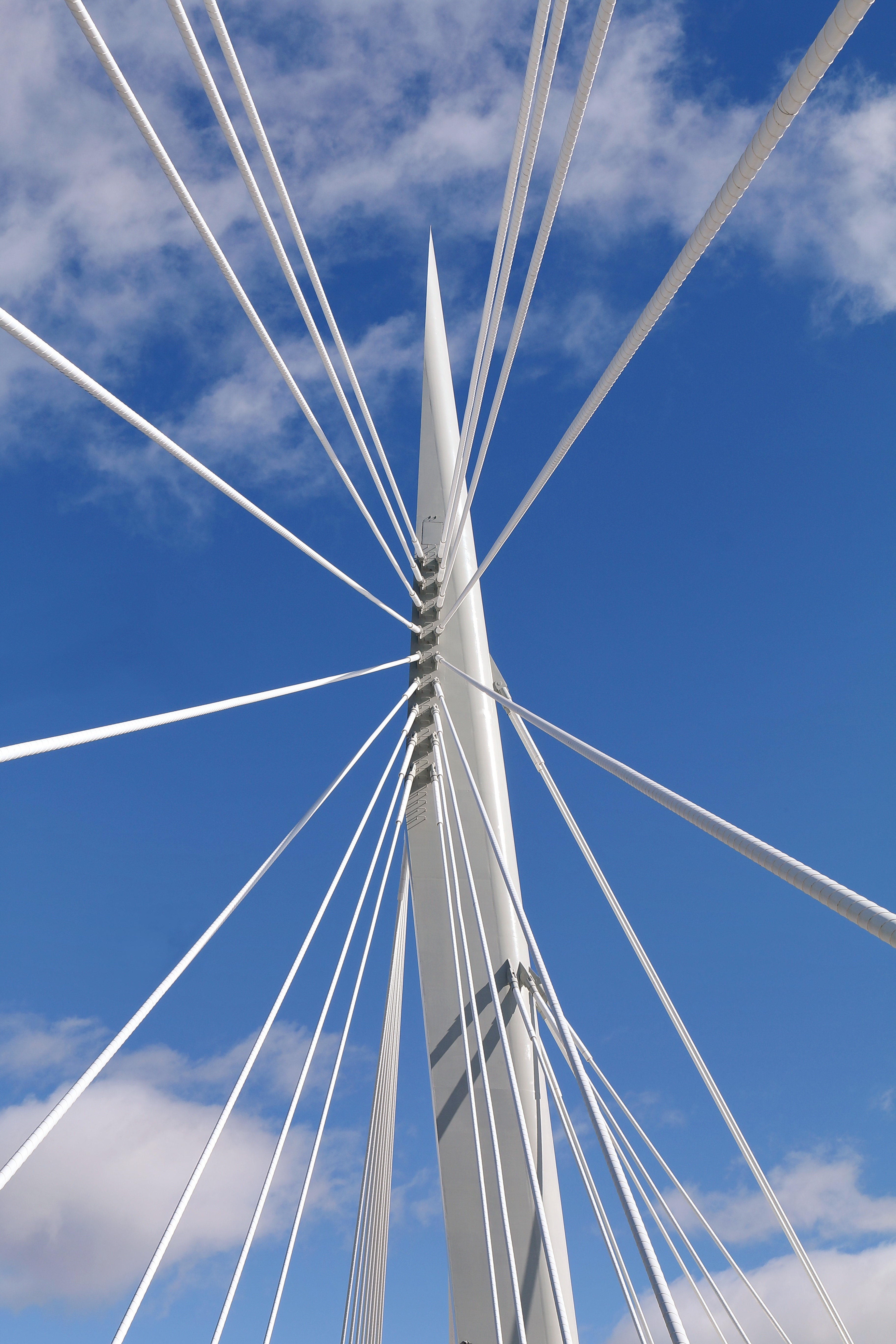
Détail du pylône et des câbles du hauban
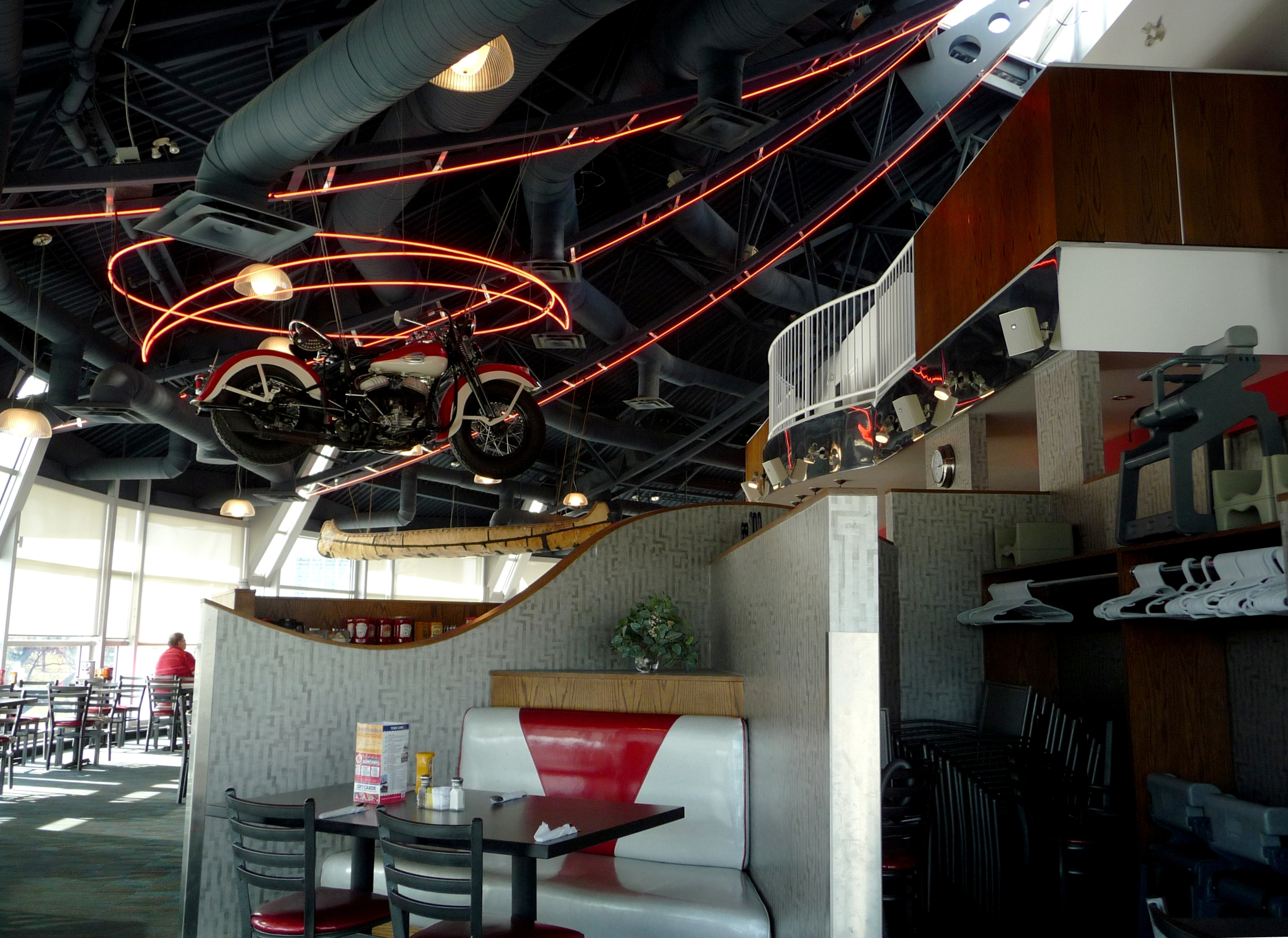
Intérieur du restaurant